# 名鉄チ80形貨車
名鉄チ80形貨車（めいてつチ80がたかしゃ）とは、かつて名古屋鉄道で運用されていた貨車（長物車）である。2両（チ81・チ82）が存在した。

## 概要
- 元は1925年（大正14年）に日本車輌製造が製造した、愛知電気鉄道10ｔ積長物車チ800形（チ800・チ801）である。中央に回転枕木、片側4か所柵柱を装備。国鉄直通貨車であった。1935年（昭和10年）に名岐鉄道と愛知電気鉄道が合併し名古屋鉄道が発足すると、全車が名古屋鉄道に引き継がれる。1941年（昭和16年）にチ80形（チ81・チ82）に改番する。改番のさい、旧・チ800がチ802に変更されている。また、同年には国鉄直通を抹消している。
- 戦後は東部線に配属され、柵柱の撤去、空気制動の設置などの改造が行われている。1972年（昭和47年）に大井川鉄道チキ300形（チキ301・チキ302）を購入し、チキ300形として運用を開始したことに伴い、形式消滅となった。